# Ching Pan
Le Ching Pan (ainsi que le Hong Pan) est une société secrète et philosophique chinoise datant du XIXe siècle. Elle a participé au renversement de la dynastie mandchoue.
Présentant des points communs avec la franc-maçonnerie, elle compterait de nombreux membres parmi les officiers de la marine de guerre taïwanaise.

## Sources
- Thierry Jean-Pierre, Taïwan Connection, 2003, Robert Laffont, p. 135.